# Pilar (Bohol)
Pilar è una municipalità di quinta classe delle Filippine, situata nella Provincia di Bohol, nella Regione del Visayas Centrale.
Pilar è formata da 21 baranggay:
- Aurora
- Bagacay
- Bagumbayan
- Bayong
- Buenasuerte
- Cagawasan
- Cansungay
- Catagda-an
- Del Pilar
- Estaca
- Ilaud
- Inaghuban
- La Suerte
- Lumbay
- Lundag
- Pamacsalan
- Poblacion
- Rizal
- San Carlos
- San Isidro
- San Vicente